# Anamaria Nunes
Anamaria Nunes Vieira Ferreira (Niterói, 1 de abril de 1950 — Niterói, 9 de dezembro de 2016) foi uma autora e escritora brasileira.

## Biografia
Como dramaturga foi autora de teatro de sucesso, que lhe rendeu o Prêmio Shell de melhor autora em 1988, além de muitos outros prêmios e indicações. Doidas e Folias representou o Brasil no Festival de Lyon e foi convidada a participar do Festival de Teatro do Porto em Portugal.

## Televisão
| Ano       | Trabalho         | Emissora   | Escalação        | Parceiros Titulares |
| --------- | ---------------- | ---------- | ---------------- | ------------------- |
| 1992–2000 | Você Decide      | Rede Globo | Roteirista       | Vários autores      |
| 2004      | A Escrava Isaura | RecordTV   | Colaboradora     | Tiago Santiago      |
| 2005      | Prova de Amor    | RecordTV   | Colaboradora     | Tiago Santiago      |
| 2006      | Cristal          | SBT        | Autora principal |                     |

## Teatro
| Ano  | Trabalho                                   |
| ---- | ------------------------------------------ |
| 1984 | Numa e Ninfa                               |
| 1986 | Geração Trianon                            |
| 1986 | Hanzel and Grethel                         |
| 1987 | O Homem que Sabia Javanês                  |
| 1987 | O Tambor e o Anjo                          |
| 1987 | João e Maria                               |
| 1988 | O Boto e o Raio de Sol                     |
| 1989 | O Pássaro Azul                             |
| 1990 | Nos Tempos da Opereta                      |
| 1996 | Doidas Folias                              |
| 1997 | Don Quixote de La Mancha                   |
| 1997 | Crônicas Pantagruélicas do Infame Rabelais |
| 1998 | João Sem Medo                              |
| 2007 | Valente!                                   |
| 2009 | Casa de Laura                              |